# Ella Grundel
Ella Maja Vide Grundel, född 14 september 1994 i Falun, är en svensk tävlingsdansare.
Som sjuåring började hon dansa och när hon fyllt nio började hon tävla. Våren 2009 var hon med i sin första internationella danstävling som var nordiska mästerskapet i bugg som avgjordes i Finland. Då kom hon och hennes danspartner Andreas på sjätte plats. Hösten 2009 var de med på världsmästerskapet och europamästerskapet, båda tävlingarna var i Tjeckien. De kom på andra plats på junior-VM i salsa, andra plats på EM i bugg och på tredje plats på junior-VM i discoswing. Veckan därpå tävlade de i SM och vann de i salsa. En månad senare tävlade de NM och vann även det i salsa. 2010 flyttade hon till Stockholm för att börja sina gymnasiestudier på Kulturama Gymnasium.